# Цой, Моисей Андреевич
Моисей Андреевич Цой (1904 год, село Алексеевка, Приморская область, Российская империя — дата и место смерти неизвестны) — колхозник, Герой Социалистического Труда (1948).

## Биография
Родился в 1904 в селе Алексеевка Приморской области (ныне — Шкотовский район Приморского края)[уточнить].
Во время депортации корейцев (сентябрь 1937) был переселён в Казахскую ССР. В 1938 вступил в колхоз имени Максима Горького Каратальского района Талды-Курганской области. В 1944 году был назначен звеньевым свёкловодческого звена.
В 1945 свекловодческое звено Моисея Цоя собрало 371 центнер сахарной свеклы с гектара вместо запланированных 245 ц. В 1947 году звено собрало с участка площадью 2 га по 816 ц сахарной свеклы и с участка площадью 7 га было собрано сахарной свеклы по 484 ц. За этот доблестный труд Моисей Цой был удостоен в 1948 году звания Героя Социалистического Труда.
С 1968 года — персональный пенсионер союзного значения. Проживал в городе Фрунзе.

## Награды
- Герой Социалистического Труда (1948)
- Орден Ленина (1948)